# 薩班推節

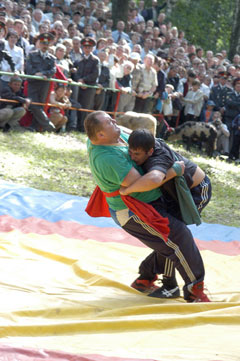
节日中的摔跤比赛

薩班推節，香港稱沙巴堆節，是塔塔尔族和居住在俄罗斯阿的里-乌拉尔地區的鞑靼民族所庆祝的一个夏季节日，该节日的历史可以追溯到伏尔加保加利亞時期（约7世纪）。起初薩班推節只是屬於田園農夫的慶典，但很快就變成全國性的假日，在城市居民中同样被慶祝。如2006年6月24日，喀山的市民举行了该节日的庆祝活动。

## 节日名称释源
薩班推，在现代鞑靼语中为Saban tuyı，俄语为Сабантуй，是一个源于鞑靼语的词汇。这个词的字面意思是“犁节”。
除了鞑靼人以外，在伏尔加河沿岸地区生活的其他讲突厥语的民族也庆祝这一节日，但名称略有不同。如巴什基尔语中称这一节日为“哈班推节”，而楚瓦什语则称为“阿卡推节”。

## 发展历史
薩班推節起源于前伊斯兰教时期，当时人们在播种季节之前庆祝这一节日。在庆典中吟唱的歌谣和其它一些传统仪式据信在那时具有祈祷丰收的宗教含义。
后来，随着鞑靼人和巴什基尔人信奉伊斯兰教而楚瓦什人信奉了東正教，这个节日变成了古老异教的残余。在不同地区，各个村庄轮流主办这一节日。
在20世纪初，薩班推節被重新承认为鞑靼民族的传统节日。苏联政府批准庆祝这一节日，不过把庆祝时间推到了播种季节之后，这样就使它和另一个古老的夏季节日基耶恩节合并了。
最近，俄联邦政府宣布准备提名萨班推节入选2007年人类非物质文化遗产代表作名录。

## 节日传统
在薩班推節举行时期最主要的传统庆祝活动是一些竞赛活动，例如摔跤，赛马，爬竿，砸罐子，奶中寻钱币等等。这些活动都在被称为“莫伊丹”的场地里举办，场地本身一般选在林地边缘。在这些竞赛中获胜的人可以从一种叫“塞兰”的传统里募集的资金中得到奖赏。在节日时期分发一种类似于麦片粥、可能有宗教含义的食物来招待村庄里的儿童。其它一些传统还有在墓地里祈祷等。最近几年薩班推節经常与当地的音乐节联系起来，人们演唱民谣和流行歌曲，或演奏手风琴。
鞑靼式摔跤（鞑靼语为köräş）是薩班推節时期最主要的竞技活动。比赛者互相拉扯对方腰上的布巾，企图将其摔倒。通常都是青年来参加这项活动。在薩班推節结束时，最主要的活动就是摔跤的决赛。最后的胜利者成了“节日英雄”，其奖品在农村地区可能是一只小绵羊，而到城市里就可能是一辆小汽车了。

## 举办时间
薩班推節并没有一个固定的日期。举行节日庆祝的日子大致在6月15日到7月1日之间，而且经常是在星期日。一般，各村庄最先庆祝薩班推節，接下来是地区，然后是大城市。最后和最大的庆典是在喀山（鞑靼斯坦共和国的首都）举行。在巴什基尔人和楚瓦什人居住的地区，相应的节日也差不多是按照同一模式举行。
最近几年，俄罗斯联邦政府开始在莫斯科举办所谓“联邦薩班推節”。在欧洲和亚洲其它一些有鞑靼民族聚居的大城市，如圣彼得堡、布拉格、基辅、伊斯坦布尔和塔什干，当地的鞑靼居民也开始庆祝薩班推節。现在薩班推節几乎已成为一个国际性的节日，受到鞑靼斯坦和世界上许多地区不同民族集团的人的庆祝。

## 政治趣谈
鉴于薩班推節是鞑靼斯坦的一个重要传统，每个访问该地区的俄罗斯联邦总统都参加了节日的庆祝活动。叶利钦曾在砸罐比赛中蒙着眼睛砸碎了罐子，而普京则从酸牛奶中捞出了硬币。于是有人把这两位大人物的活动和他们在鞑靼斯坦的政治进展进行了有趣的联系：叶利钦用简单粗暴的方式解决了错综复杂的鞑靼斯坦问题，而普京则发现了鞑靼斯坦共和国政府没有上缴到联邦预算的大笔款项。